# 아라이 쇼타 (1985년)
아라이 쇼타(일본어: 新井 翔太, 1985년 4월 7일 ~ )는 일본의 전직 축구 선수이다.

## 구단 경력
우라와 레즈, 에히메 FC에서 활동하였다.